# The Times They Are a-Changin’
| Оценки критиков               | Оценки критиков |
| Источник                      | Оценка          |
| ----------------------------- | --------------- |
| AllMusic                      | [ 2 ]           |
| Encyclopedia of Popular Music | [ 3 ]           |
| Entertainment Weekly          | B               |
| MusicHound Rock               | 4/5             |
| The Rolling Stone Album Guide | [ 6 ]           |
| Том Халл                      | B+              |

The Times They Are a-Changin’ (с англ. — «Времена, они меняются») — третий студийный альбом американского автора-исполнителя песен Боба Дилана, вышедший 13 января 1964 года на лейбле Columbia Records.
The Times They Are a-Changin’ — первый альбом Дилана, где все песни сочинены исключительно им. Продюсировал альбом Том Уилсон. Диск состоит главным образом из песен-рассказов, затрагивающих такие проблемы как расизм, бедность и социальные потрясения. Заглавная песня — одна из самых известных песен Дилана; многие отмечали, что она отразила дух социального и политического переворота, который характеризовал 1960-е.
Некоторые критики и поклонники отмечали, что альбом в целом уступает предыдущей работе Дилана, по причине нехватки юмора или музыкального разнообразия. Однако, «The Times They Are a-Changin’» в конечном счёте достиг золотого статуса в США, а также четвёртого места в Британии в 1965 году.

## История создания
Дилан начал работу над своим третьим альбомом 6 августа 1963 года в Студии A лейбла Columbia в Нью-Йорке. Том Уилсон был продюсером, на сей раз для всего альбома.
Восемь песен были записаны в течение первого сеанса, но лишь одну из них — «North Country Blues» в конечном счёте сочли пригодной для выпуска. На мастер-плёнку попала ещё одна песня «Seven Curses», но была исключена из окончательной редакции альбома.
Вторая сессия в Студии A была проведена на следующий день, в течение которой были записаны четыре песни: «Ballad of Hollis Brown», «With God on Our Side», «Only a Pawn in Their Game» и «Boots of Spanish Leather». Все они были включены в альбом.
Третья сессия была проведена в студии 12 августа, однако ничто из записанного в тот день не посчитали пригодным для использования. Однако, три записи из третьего сеанса в конечном счёте были официально выпущены: «Paths of Victory», «Moonshine Blues», and «Only a Hobo» на альбоме The Bootleg Series Volumes 1-3 (Rare & Unreleased) 1961—1991 1991-го года.
Далее запись была прервана более, чем на два месяца, когда Дилан совершал краткое турне с Джоан Баэз, сделавшее его более известным в СМИ. Когда Дилан возвратился в студию 23 октября, у него было ещё шесть новых песен, готовых к записи. Из записанного в тот день в альбом вошли песни «The Lonesome Death of Hattie Carroll» и «When the Ship Comes In». Из записанного в тот день на мастер-плёнку попала «Percy’s Song», но это в конечном счете в альбом не попала и впервые была опубликована в сборнике Biograph в 1985 году.
Следующая сессия была проведена на следующий день 24 октября. Мастер-записи «The Times They Are a-Changin’» и «One Too Many Mornings» включены в заключительную последовательность альбома. Мастер-запись «Lay Down Your Weary Tune» была в итоге исключена из альбома, а впоследствии также выпущена на Biograph. Ещё две песни, «Eternal Circle» и «Suze (The Cough Song)» были позднее выпущены на The Bootleg Series Volumes 1-3 (Rare & Unreleased) 1961—1991.
Шестая и заключительная сессия для «The Times They Are a-Changin’», была проведена 31 октября 1963 года. Весь сеанс сосредоточился на одной песне, «Restless Farewell», чья мелодия была навеяна народной песней ирландских шотландцев, «The Parting Glass». Данная песня стала завершающей и в альбоме.

## В поп-культуре
В 1994 году Дилан лицензировал «The Times They Are a-Changin’» для использования в рекламе аудиторской и бухгалтерской фирмы Coopers & Lybrand в исполнении Ричи Хейвенса. Два года спустя, в 1996 году, версия песни Пита Сигера была использована в телевизионной рекламе Банка Монреаля. Эта песня также использовалась в качестве фонового трека для вступительных титров в фильме Зака Снайдера «Хранители» (2009 г.).
Альбом и песня упоминаются в биографии Стива Джобса писателя Уолтера Айзексона, как произведения Дилана, которые имели особое значение для Джобса, песня также упоминается в фильме, где Джобс и Джон Скалли обсуждают, какие тексты песни использовать при презентации Macintosh.

## Список композиций
Автор всех песен Боб Дилан.
Сторона «А»
1. «The Times They Are a-Changin’» — 3:15
2. «Ballad of Hollis Brown» — 5:06
3. «With God on Our Side» — 7:08
4. «One Too Many Mornings» — 2:41
5. «North Country Blues» — 4:35

Сторона «Б»
1. «Only a Pawn in Their Game[англ.]» — 3:33
2. «Boots of Spanish Leather[англ.]» — 4:40
3. «When the Ship Comes In» — 3:18
4. «The Lonesome Death of Hattie Carroll» — 5:48
5. «Restless Farewell» — 5:32